# Omer Avital
Omer Avital (nació en 1971, Giv'atayim, Israel) es un contrabajista de jazz, compositor y director de orquesta israelí.

## Primeros años
Avital nació en una pequeña ciudad de Giv'atayim de padres Marroquíes y Yemenitas. A los 11 años empezó su educación formal, estudiando Guitarra Clásica en el Conservatorio de Giv'atayim. Al entrar, Talma Yalin, el líder Israelí de Preparatoria para las Artes, Avital cambió al bajo acústico y empezó a estudiar y a hacer arreglos de jazz. A la edad de 17, empezó a tocar en diferentes bandas de jazz, pop y folk, así como presentándose regularmente en televisión nacional, radio y en numerosos festivales de jazz. Al cabo de un año en la Orquesta del Ejército Israelí, se mudó a Nueva York en 1992 donde empezó a tocar, grabar y a hacer giras profesionalmente.

## Carrera
A su llegada a Nueva York en 1992, Avital empezó a tocar en grupos con Roy Haynes, Jimmy Cobb, Nat Adderley, Walter Bishop, Jr., Al Foster, Kenny Garrett, Steve Grossman, Jimmy Lovelace, and Rashied Ali. En 1994, empezó a colaborar con el pianista Jason Lindner, con quién Avital empezó a liderar sus propios grupos y big band durante el horario de madrugada del Smalls Jazz Club en Greenwich Village. En 1995 y 1996, Omer Avital, causó un gran impacto en la escena del jazz en Nueva York con una serie de grupos sin piano que resultó muy exitosa en el original Smalls jazz club, incluyendo un sexteto clásico con cuatro saxofones, bajo y batería. Fue sujeto de frecuentes artículos en el New York Times. Algunas de estas sesiones fueron grabadas en privado por Luke Kaven, el futuro fundador de Smalls Records. El año 1997 vio el lanzamiento de una compilación de Impulse! Records titulada Jazz Underground: En vivo en el Smalls, que estaba estelarizado con muchas grabaciones del cuarteto de Avital. Firmó su álbum debut Devil Head el año siguiente, pero nunca se realizó. Siguiente al lanzamiento de su álbum debut, Think With Your Heart, en 2002, Avital regresó a Israel en donde estudio composición clásica por tres años, teoría de la música árabe, laúd árabe y música tradicional israelí. Avital regresó a Nueva York en 2005 y lanzó 3 álbumes el siguiente año. Incluyendo dos de los archivos de Smalls Records, así como un cuarto con el grupo Third World Love. En 2006, la grabación "Asking No Permission," de los archivos de Small Records, fue nombrado en muchas listas de los mejores 10, anunciando su regreso a la escena Neoyorquina.  "Entonces no estábamos locos," escribió Ben Ratliff en el New York Times, "finalmente he aquí una prueba de que el sexteto de Omer Avital, que tocaba en Smalls a un pequeño pero profundo grupo de seguidores a finales de los 90, en verdad era buena."En 2008, Avital recibió el Prime Minister's award, la distinción más prestigiosa para artistas en Israel. En 2012 vio el lanzamiento de dos álbumes, uno con Aaron Goldberg y Ali Jackson, Jr. como Yes! Trio y otro, Suite Of the East, que fue recibido con aclamaciones de la crítica y fue nombrado mejor álbum del 2012 por TSF jazz. Avital sale de tour con muchos proyectos, incluyendo The Band of the East, un grupo que evolucionó de Suite of The East y cita influencias de música de África del Norte y del Medio Oriente. El grupo se conforma por Gregory Tardy, Jason Lindner, Daniel Freedman y el joven guitarrista Nadav Remez. 
Su más reciente álbum, New Song, fue lanzado en los Estados Unidos el 4 de noviembre de 2014 por Motema Music. En el proyecto participan Avishai Cohen en la trompeta, Joel Frahm en el saxofón, Yonathan Avishai en piano, y Daniel Freedman en la batería.

## Discografía
- New Song (2014)
- Suite Of The East (2012)
- Live at Smalls (2011)
- Free Forever (2011)
- Room To Grow (2007)
- Arrival (2006)
- The Ancient Art Of Giving (2006)
- Asking No Permission (2006)
- Think With Your Heart (2001)

## Discografía como colíder, arreglista, productor o acompañante
Con Third World Love
- Songs and Portraits (2012)
- New Blues (2008)
- Sketch of Tel Aviv (2006)
- Avanim (2004)
- Third World Love Songs (2002)

Con Yes! Trío (Aaron Goldberg y Ali Jackson, Jr.)
- Yes! (2012)

Con New Jerusalem Orchestra
- Ahavat Olamim (2011)

Con Yemen Blues
- Yemen Blues (2011)

Con Debka Fantasia
- Debka Fantasia (2009)

Con Anat Cohen
- Notes From The Village (2008)
- Poetica (2007)

Con Marlon Browden
- The Omer Avital Marlon Browden Project (2005)

Con OAM Trío (Aaron Goldberg y Marc Miralta)
- Now & Here (2005)
- Live in Sevilla (With Mark Turner) (2003)
- Flow (2002)
- Trilingual (1999)

Con Avishai Cohen
- Triveni II (2012)
- Introducing Triveni (2010)
- After The Big Rain (2007)

Con Claudia Acuña
- En Este Momento (2009)

Con Omer Klein
- Introducing Omer Klein (2008)

Con 3 Cohens (Anat, Avishai y Yuval Cohen)
- Braid (2007)

Con Jason Lindner
- Live at the Jazz Gallery (2007)
- Ab Aeterno (2006)
- Live/UK (2004)
- Premonition (2000)

Con Daniel Freedman
- Daniel Freedman Trio (2002)

Con Rashied Ali
- At The Vision Festival (1999)

Con Antonio Hart
- For Cannonball & Woody (1993)